# Port d'en Perris
El Port d'en Perris és una platja situada al nucli antic de l'Escala (Alt Empordà). Amb una longitud de 30 metres i una superfície de 785 m² de còdols i sorra gruixuda, està flanquejada per dues llengües de terra: la Punta, a l'esquerra, i l'Olla, a la dreta. Antigament havia estat utilitzada com a port pesquer. Les Drassanes de l'Escala estan situades molt a prop, on s'hi construïen llaguts, bous, teranyines i bots, com el llagut Mestral que l'escriptor Josep Pla es va fer construir el 1944 i va ser varat al Port d'en Perris, enmig d'una gran expectació.